# Sulzbachtal (Landschaftsschutzgebiet)
Das Sulzbachtal ist ein Hochtal im Mittleren Schwarzwald, Landkreis Rottweil, Region Schwarzwald-Baar-Heuberg, das als Landschaftsschutzgebiet ausgewiesen ist. Sulzbach bezeichnet gleichzeitig einen Ortsteil Lauterbachs und das Gewässer Sulzbach.

## Geographie
Das Sulzbachtal erstreckt sich als ein Seitental vom Lauterbachertal 6 Kilometer nach Westen. Die Topographie hat einen leicht ansteigenden Verlauf, der bei den mittleren Gehöften im mittleren Verlauf des Tales 684 m ü. N.N. erreicht. Bereits 1953 wurde das Gebiet als Landschaftsschutzgebiet Sulzbachtal ausgewiesen. Prägend sind die kleinen Sümpfe, Ginsterhalden, Gebüsche, Wacholderheiden, Weiden und zum Teil unter Denkmalschutz stehenden Bauernhöfe.
Der Fluss Sulzbach durchfließt das Sulzbachtal in Richtung Lauterbach.

## Ortsteil Sulzbach
Der Ortsteil Sulzbach liegt an der Kreisstraße Nr. 5528. Der Ortsteil besteht aus rund 40 in losen Abständen im Tal verteilten Höfen. Nach dem Zweiten Weltkrieg wurde in Sulzbach eine Filialkirche der Lauterbacher St.-Michael-Kirche gebaut, die Kirche "Maria – Königin des Friedens".